# Új múlt
Az Új múlt (eredeti cím: Reminiscence) 2021-ben bemutatott amerikai sci-fi thriller, melyet Lisa Joy írt és rendezett, rendezői debütálásában. A film főszereplője Hugh Jackman, egy tudós, aki felfedezi, hogyan lehet újraélni az emberek múltját, és ezt arra használja, hogy megkeresse rég nem látott szerelmét (Rebecca Ferguson). További szerepeket Thandiwe Newton, Cliff Curtis, Marina de Tavira, Daniel Wu, Mojean Aria, Brett Cullen, Natalie Martinez, Angela Sarafyan és Nico Parker alakítja. Joy producerként is közre működik férjével és kreatív partnerével, Jonathan Nolannal együtt.
A filmet az Amerikai Egyesült Államokban 2021. augusztus 20-án mutatták be a Warner Bros. Pictures forgalmazásában, és egy hónapig egyidejűleg az HBO Max streaming szolgáltatáson is látható. Magyarországon egy nappal hamarabb szinkronizálva, augusztus 19-én jelent meg az InterCom Zrt. által.

## Cselekmény
Nick Bannister (Hugh Jackman) tudós és magánnyomozó, aki felfedezi a múltbeli emlékek újraélésének módszerét. Miközben Miami partjainak egy megsüllyedt szakaszán él, a technológia segítségével eligazodik a múlt sötét és csábító világában, közben rég elveszett szerelmét keresi. Nick élete azonban örökre megváltozik, amikor új ügyfele Mae (Rebecca Ferguson) mellé áll. Miközben segít neki hozzáférni elveszett emlékeihez, Mae a semmiből eltűnik. Ami egykor az elveszett és megtalált tárgyak játéka volt, veszélyes rögeszmévé válik, és Nick végül egy erőszakos összeesküvést fedez fel, ami arra készteti, hogy újragondolja, milyen messzire mennek el az emberek azokért, akiket szeretnek.

## Szereplők
| Szerep                   | Színész          | Magyar hang       |
| ------------------------ | ---------------- | ----------------- |
| Nicolas „Nick” Bannister | Hugh Jackman     | László Zsolt      |
| Mae                      | Rebecca Ferguson | Ruttkay Laura     |
| Emily „Watts” Sanders    | Thandiwe Newton  | Németh Borbála    |
| Cyrus Boothe             | Cliff Curtis     | Maday Gábor       |
| Swati, Nick felesége     | Marina de Tavira | Vándor Éva        |
| Saint Joe                | Daniel Wu        | Láng Balázs       |
| Sebastian                | Mojean Aria      | Renácz Zoltán     |
| Walter Sylvan            | Brett Cullen     | Rosta Sándor      |
| Avery Castillo           | Natalie Martinez | Pálmai Anna       |
| Elsa Carine              | Angela Sarafyan  | N/A               |
| Zoe                      | Nico Parker      | N/A               |
| Hank                     | Javier Molina    | Görög László      |
| Falks                    | Sam Medina       | Tokaji Csaba      |
| Harris                   | Norio Nishimura  | Fehér Tibor       |
| Biztonsági ember         | Michael Papajohn | Dézsy Szabó Gábor |

## A film készítése
2019 januárjában jelentették be, hogy Lisa Joy rendezőként debütál a filmmel, a főszerepekben pedig Hugh Jackman és Rebecca Ferguson lesz látható. 2019 márciusában számoltak be arról, hogy a Warner Bros. megvásárolta a film forgalmazási jogait. Augusztusban Thandiwe Newton is csatlakozott a szereplőgárdához. Daniel Wu, Angela Sarafyan, Natalie Martinez, Marina de Tavira és Cliff Curtis októberben csatlakozott. A forgatás 2019. október 21-én kezdődött New Orleansban és Miamiban.

## Fogadtatás
A Rotten Tomatoes kritika-gyűjtő oldalon a film 23 kritika alapján 48%-os minősítést kapott, 5,2/10-es átlagértékeléssel. A Metacriticen a film átlagpontszáma 48 a 100-ból 16 kritikus alapján, ami „vegyes vagy átlagos értékelést” jelent.
Nick Allen a The Playlist számára írt cikkében B+-t adott a filmnek, és „gyöngyszemnek” nevezte, amely „tele van intellektuális és érzelmi izgalmakkal”. Jackman és Ferguson alakítását is dicsérte, megjegyezve, hogy Ferguson „egy ilyen szerep kedvéért készült fel.”

## Fordítás
- Ez a szócikk részben vagy egészben  a   Reminiscence (2021 film) című angol Wikipédia-szócikk fordításán alapul.  Az eredeti cikk szerkesztőit annak laptörténete sorolja fel. Ez a jelzés csupán a megfogalmazás eredetét és a szerzői jogokat jelzi, nem szolgál a cikkben szereplő információk forrásmegjelöléseként.